# European Women's Hockey League 2020-2021
L'European Women's Hockey League 2020-2021 è la diciassettesima edizione di questo torneo per squadre femminili di club.

## Formula e squadre partecipanti
La stagione regolare del torneo si svolge tra il mese di settembre del 2020 ed il febbraio del 2021; nel mese successivo si disputerà la final four. Rispetto alla stagione precedente le squadre sono scese a nove: inizialmente le squadre iscritte sarebbero dovute essere 10, con l'uscita di scena dell'Olimpija Ljubiana e dello Hvidovre a fronte del rientro delle SKP Bratislava e dell'iscrizione di una nuova squadra slovacca, lo ZHK Poprad. Queste ultime tuttavia hanno rinunciato.
Non cambia nella sostanza la formula. Ognuna delle nove squadre affronterà le altre per due volte (una in casa ed una in trasferta) nella regular season. Per una vittoria nei tempi regolamentari, la vincente avrebbe ricevuto tre punti; in caso di pareggio si giocava un tempo supplementare, eventualmente seguito, in caso di ulteriore parità, dai tiri di rigore: in questo caso, alla compagine vincitrice sarebbero andati due punti ed uno alla sconfitta. Le prime quattro classificate disputeranno una Final Four con semifinali e finali.

## Regular Season
| Pos. | Squadra                      | Paese      | PG | V  | VOT | POT | P  | Reti  | Pt. |
| 1.   | KMH Budapest                 | Ungheria   | 16 | 16 | 0   | 0   | 0  | 81:18 | 48  |
| 2.   | SKP Bratislava               | Slovacchia | 16 | 12 | 0   | 0   | 4  | 64:39 | 36  |
| 3.   | Vienna Sabres                | Austria    | 16 | 11 | 1   | 0   | 4  | 57:29 | 35  |
| 4.   | MAC Budapest F.              | Ungheria   | 16 | 9  | 1   | 2   | 4  | 62:40 | 31  |
| 5.   | Aisulu Almaty                | Kazakistan | 16 | 7  | 1   | 2   | 6  | 55:39 | 25  |
| 6.   | Salisburgo Eagles            | Austria    | 16 | 6  | 1   | 0   | 9  | 43:67 | 20  |
| 7.   | Silesian Metropolis Katowice | Polonia    | 16 | 3  | 1   | 0   | 12 | 35:65 | 11  |
| 8.   | KEHV Lakers Kärnten          | Austria    | 16 | 2  | 1   | 0   | 12 | 31:83 | 8   |
| 9.   | EV Bozen Eagles              | Italia     | 16 | 0  | 0   | 2   | 14 | 13:60 | 2   |

Aggiornato al 28 febbraio 2021

## Final Four
|  | Semifinali      | Semifinali      | Semifinali    |               |              | Finale          | Finale          | Finale          |  |
|  |                 |                 |               |               |              |                 |                 |                 |  |
|  | KMH Budapest    | KMH Budapest    | 3‡            |               |              |                 |                 |                 |  |
|  | KMH Budapest    | KMH Budapest    | 3‡            |               |              |                 |                 |                 |  |
|  | MAC Budapest F. | MAC Budapest F. | 2             |               |              |                 |                 |                 |  |
|  | MAC Budapest F. | MAC Budapest F. | 2             |               | KMH Budapest | KMH Budapest    | 3               |                 |  |
|  |                 |                 |               |               | KMH Budapest | KMH Budapest    | 3               |                 |  |
|  |                 |                 | Vienna Sabres | Vienna Sabres | 0            |                 |                 |                 |  |
|  | SKP Bratislava  | SKP Bratislava  | Vienna Sabres | Vienna Sabres | 0            | 3               |                 |                 |  |
|  | SKP Bratislava  | SKP Bratislava  |               |               |              | 3               |                 |                 |  |
|  | Vienna Sabres   | Vienna Sabres   | 4†            |               |              | Finale 3º posto | Finale 3º posto | Finale 3º posto |  |
|  | Vienna Sabres   | Vienna Sabres   | 4†            |               |              |                 |                 |                 |  |
|  |                 |                 |               |               |              |                 |                 |                 |  |
|  |                 |                 |               |               |              | MAC Budapest F. | MAC Budapest F. | 0               |  |
|  |                 |                 |               |               |              | MAC Budapest F. | MAC Budapest F. | 0               |  |
|  |                 |                 |               |               |              | SKP Bratislava  | SKP Bratislava  | 1               |  |

Legenda: †: partita terminata ai tempi supplementari; ‡: partita terminata ai tiri di rigore

### Incontri

#### Semifinali
| Arbitri: | Gergely Korbuly Márk Kókai |

|  |                |  |
|  | Shootout 1 – 0 |  |

| Budapest 27 febbraio 2021, ore 17:00 | SKP Bratislava                      | 3 – 4 (d.t.s.) (2:1; 1:1; 0:1; 0:1) referto | Vienna Sabres | Tüskesátor (0 spett.)\| Arbitri: \| Barn Kis-Király Bonifác Máhr-Stumpf \| |
| Arbitri:                             | Barn Kis-Király Bonifác Máhr-Stumpf |                                             |               |                                                                            |

#### Finale 3º posto
| Budapest 28 febbraio 2021, ore 10:30 | SKP Bratislava                 | 1 – 0 (d.t.s.) (0:0; 1:0; 0:0) referto | MAC Budapest | Tüskesátor (0 spett.)\| Arbitri: \| Bonifác Máhr-Stumpf Márk Kókai \| |
| Arbitri:                             | Bonifác Máhr-Stumpf Márk Kókai |                                        |              |                                                                       |

#### Finale
| Budapest 28 febbraio 2021, ore 13:10 | KMH Budapest                    | 3 – 0 (1:0; 2:0; 0:0) referto | Vienna Sabres | Tüskesátor (0 spett.)\| Arbitri: \| Barn Kis-Király Gergely Korbuly \| |
| Arbitri:                             | Barn Kis-Király Gergely Korbuly |                               |               |                                                                        |

Il KMH Budapest si conferma campione della EWHL per il terzo anno consecutivo.